# Tristan (imię)
Tristan – imię męskie błędnie wywodzone od łac. tristis — smutny, ponury, nieszczęśliwy. Najprawdopodobniej pochodzi ono od celtyckiego imienia Drustan (walijskiego Drystan — wrzawa, zgiełk, podniecenie, niepokój, tumult, wzburzenie, które pod wpływem francuskiego triste — smutny, zostało przekształcone w imię Tristan), i zostało rozsławione przez średniowieczną legendę o Tristanie i Izoldzie. Odnosi się więc do historii bohatera. Jest o tym wzmianka nawet w treści utworu: „— Synu — rzekła [Blancheflor (wym. Blanszeflor), matka Tristana] — długo pragnęłam cię ujrzeć; i widzę najpiękniejszą istotę, jaką kiedykolwiek niewiasta nosiła w żywocie. Smutna zległam, smutne jest to pierwsze światło, które ci wyprawiam, z twojej przyczyny smutno mi jest umierać. Że więc przybyłeś na ziemię przez smutek, imię twoje będzie Tristan”. Margit Sandemo, m.in. w Sadze o Ludziach Lodu wyjaśniając znaczenie niektórych imion norweskich występujących w utworach wyjaśniła, że imię Tristan oznacza urodzony dla smutku. Zdrobnienia to: Trist, Tryst.
Tristan imieniny obchodzi: 5 kwietnia i 28 listopada. W Polsce imię to jest bardzo rzadko spotykane.